# Battant (Besançon)
Quartier Battant de Besançon
Pour les articles homonymes, voir Battant.
 (novembre 2014).

Drapeau de Battant.

Battant est un des plus vieux quartiers de la ville française de Besançon (secteur sauvegardé depuis 1964) situé sur la rive droite du Doubs au nord de la Boucle dans lequel s'est d'abord développé la ville. Ses habitants sont appelés les Bousbots ; ce gentilé fait référence à la résistance que les vignerons du quartier avaient opposée à la tentative de prise de la ville par les Huguenots de Montbéliard dans la nuit du 20 au 21 juin 1575 (bous : pousse ; bots : crapauds ; les protestants avaient en effet, lors de cet affront, planté des crapauds sur des pieux pour effrayer l'adversaire).

## Géographie
Le quartier est situé sur la rive droite du Doubs, entre la Boucle, centre historique de Besançon, et les quartiers de la Butte, Montrapon, Saint-Claude et les Chaprais.

### Transports en commun
Le réseau de transports en commun de Grand Besançon Métropole, Ginko, assure la desserte du quartier :
- Les lignes de  TRAM T1  T2
- Les lignes de  BUS L3  L4  L5  L6  8  9  10
- Les  Ginko Diabolo  D1  D2  D5

La gare de Besançon-Viotte : principal nœud ferroviaire de Franche-Comté.
Le quartier accueille également trois stations VéloCité.

## Toponymie
Les chartes nommaient autrefois le petit ruisseau de la Mouillère fons batenti (rivière du battoir) car l'eau de ruisseau actionnait un battant à fouler le drap, qui donna son nom à une rue proche puis à tout le quartier.
Battant est nommé Batualium dans les textes en latin.

## Historique

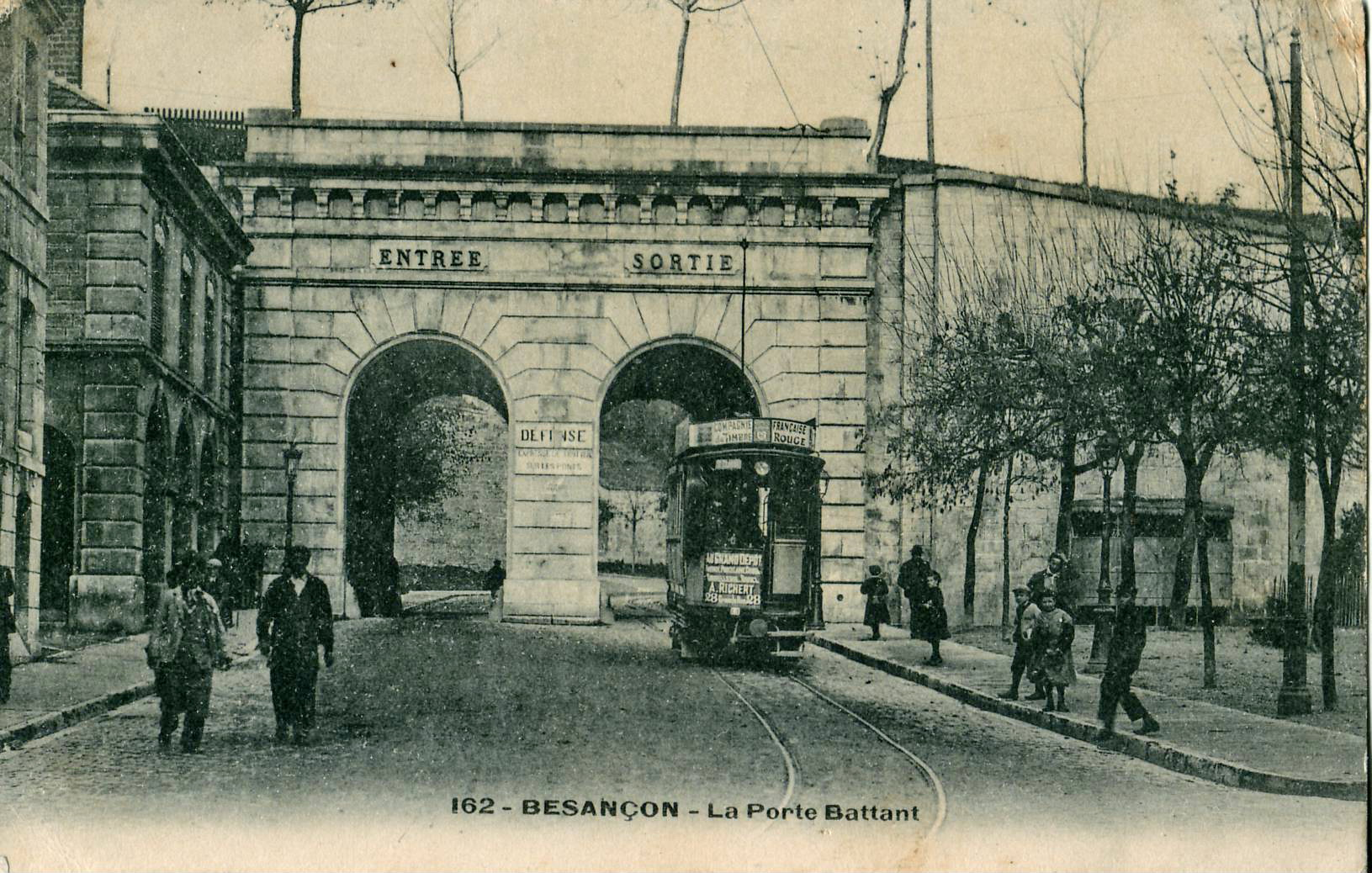
La porte Battant, avant la Première Guerre mondiale, sous laquelle passe l'ancien tramway. Elle fut détruite en 1956.

Pendant longtemps, le seul accès au site originel de Besançon (La Boucle) se faisait par le pont romain de Battant. C'est donc assez naturellement que s'est développé sur l'autre rive un faubourg, celui de Battant, dont l'existence est attestée depuis les temps gallo-romains. Ce faubourg, constitué lui-même des trois quartiers d’Arènes, Charmont et Battant est ceint par un ensemble de remparts durant le XIIe siècle. Il était peuplé à l'origine par des vignerons, des tanneurs, des ouvriers surtout horlogers et des lavandières, dont les barques étaient amarrées au pied de la tour de la Pelote. La culture de la vigne reste la principale activité du quartier jusqu'à la fin du XIXe siècle.
Battant n’est plus au XIXe siècle qu’un « quartier » engeôlé dans les murailles de la ville où s’entassent les basses classes de la ville. Si le reste de la ville s’est modernisé du XVIIIe au XXe siècle, les Bousbots, populaires et populeux ont continué à s’entasser dans ces ruelles étroites et ces logements exigus et insalubres pour atteindre la population de 6 000 personnes en 1980 et un taux de chômage record. Longtemps seul quartier populaire de la ville, il a cependant le mérite d’avoir réussi une parfaite intégration de sa population, avec un grand cosmopolitisme.
À l’aube du XXIe siècle, la réhabilitation du logis se faisait douloureusement nécessaire : elle eut lieu à partir du début des années 1980. L’aspect des rues a été conservé grâce à la méthode du curetage : on garde la façade en pierre et on abat entièrement l’immeuble derrière pour le reconstruire. L’esprit du quartier a également été conservée car on s’est efforcé, autant que possible de reloger les familles des immeubles rénovés dans le même quartier et en classant les immeubles en HLM pour ne pas augmenter les loyers. La population est cependant descendue à 3 500 personnes, mais avec un confort de logement bien plus acceptable.
Aujourd'hui, Battant a gardé un aspect très « populaire » et groupe des populations diverses, du point de vue de leurs origines sociales ou ethniques comme de leur âge. C'est l'un des quartiers les plus animés de la ville, du fait de ses nombreux petits commerces, de sa vie nocturne ou de son marché.
Son histoire et sa dynamique permettent de comparer le quartier Battant à celui de Barbès à Paris.

## Évolution démographique
| 1999  | 2006  | 2010  | 2015  |
| ----- | ----- | ----- | ----- |
| 4 188 | 4 200 | 4 023 | 4 125 |

## Monuments

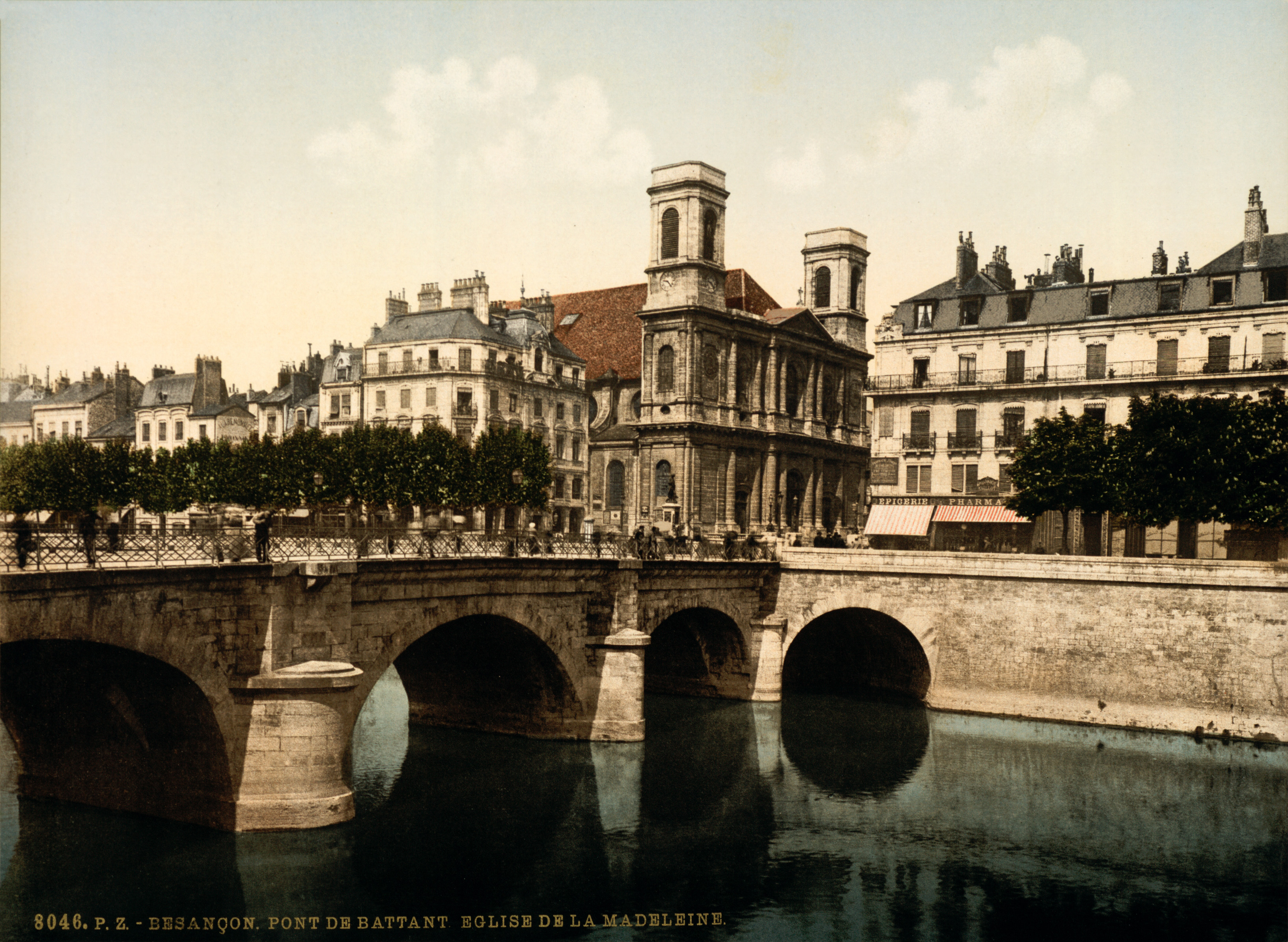
Pont de Battant, église de la Madeleine, photochrome vers 1895

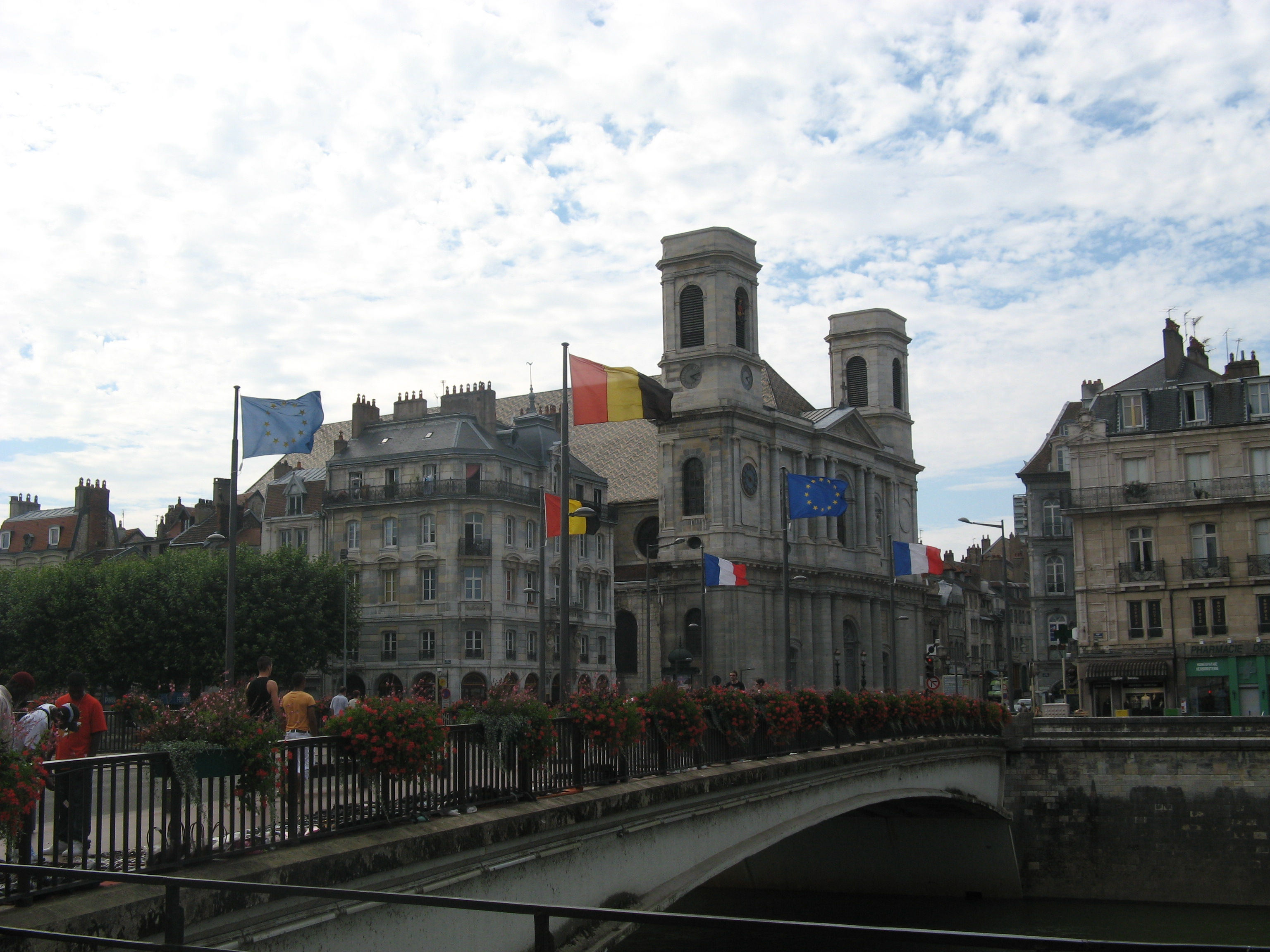
Le pont Battant aux couleurs bisontine, européenne et française, août 2007.

Le quartier possède un riche patrimoine, ce qui lui a valu dès 1964 de faire l'objet d'un secteur sauvegardé d'une superficie de 31 hectares.
- Le pont Battant : il s'agit d'un ancien pont romain détruit pendant la Seconde Guerre mondiale, qui fut reconstruit provisoirement à l'époque avant d'être totalement détruit puis une nouvelle fois reconstruit en 1953, pour permettre la navigation de bateaux. Il relie le quartier de Battant à celui de La Boucle, et il est considéré comme l'un des plus beaux et des plus symboliques ponts de la cité. Il fut déconstruit en 2012 lors des travaux du nouveau tramway de Besançon pour être reconstruit et fut achevé le 30 novembre 2013. Le premier tram est passé sur le nouveau pont le 15 janvier 2014.
- Les vestiges des arènes romaines, construites au Ier siècle, elles pouvaient accueillir 24 000 spectateurs, et mesuraient 130 m de long, 106 m de large pour une hauteur de 21 m[7]. Il ne reste aujourd'hui que quelques ruines comme témoignage de l'existence de cet édifice[8].
- La tour de la Pelote fut construite au XVe siècle, et fut après la conquête française modifiée par Vauban[9],[10] ; la tour de Montmart (ou tour de Battant ou tour Carrée) fut quant à elle construite en 1526 et a été elle aussi conservée par Vauban lorsqu'il réorganisa les défenses de la ville. Le quartier compte également d'anciens remparts construits par Vauban[11], notamment visibles aux Glacis et au parking Battant.
- Une maison à pans de bois (dite aussi de la Cordonnerie Morro), demeure du XVe siècle réputée la plus vieille de Besançon.
- Le fort Griffon, construit  par Vauban, à l'emplacement d'un ouvrage défensif de 1595 dû à l'architecte Jean Griffoni ; inscrit au patrimoine mondial de l'UNESCO.
- L'hôtel de Champagney et sa cour intérieure[12], au 37 rue Battant, construit pour Jacques Bonvalot, seigneur de Champagney et beau-père du chancelier de Charles Quint, Nicolas Perrenot de Granvelle
- L'église Sainte-Madeleine[13], édifice religieux de type église halle de style classique du XVIIIe siècle construite entre 1746 et 1766 par l'architecte Nicolas Nicole et dédiée à sainte Madeleine. Le bâtiment comprend un grand nombre d'œuvres d'art (tableaux, statues...) un orgue remarquable, ainsi qu'un musée retraçant la vie des habitants de Battant.
- La fontaine Bacchus, érigée par la municipalité en 1457. La statue de Bacchus l'ornant, œuvre du sculpteur Lullier, est un ajout de 1579.
- L'hôtel Jouffroy (XVIe siècle), rue du Grand Charmont, demeure des ancêtres du marquis de Jouffroy d'Abbans, inventeur de la navigation à vapeur
- La synagogue de Besançon[14], principal lieu de culte juif de la ville. Construite en style mauresque, elle a été inaugurée en 1869 et a été classée monument historique en 1984.
- Les anciens Bains-Douches de style Art déco (1911).
- L'ancienne maison vigneronne (XVe - XVIIe siècle) au 99 rue Battant.
- La maison natale de Pierre-Joseph Proudhon, au 37 rue du Petit-Battant.

## Parcs
- Parc des Glacis
- Clos Barbisier
- Square Bouchot
- Parc du Charmont

## Enseignement
- École maternelle publique Champrond
- École primaire publique Arènes
- Lycée professionnel Condé

## Équipements sportifs et culturels
- Maison du Peuple : espace syndical et culturel fondé le 1er mai 1927.
- Espace associatif et d'animation des Bains Douches : structure municipale ouverte depuis mars 2008.
- Yousg:  école de musique ouverte depuis sept 2023

## Personnalités liées au quartier
- Barbizier : figure légendaire des vignerons bisontins de Battant, qui fut banni pour 6 ans en 1537 ;
- Pierre-Joseph Proudhon : le penseur anarchiste français est né rue du Petit Battant en 1809 (sa maison existe toujours) ;
- Le chanteur Guillaume Aldebert ;
- Bacchus : dieu du vin et de l'ivresse ; une place et une fontaine du quartier portent son nom (Place Bacchus) ;
- Jean Josselin : boxeur, champion du monde militaire poids welters.

## Hommage
- Freestyle de rap français Bail de Battant par le rappeur Sernan.